# Muhammad al-Biltadżi
Muhammad Muhammad Ibrahim al-Biltadżi, Mohamed Beltagy (ur. 1963) – egipski polityk związany z Bractwem Muzułmańskim, sekretarz generalny Partii Wolności i Sprawiedliwości.

## Życiorys
W wieku szesnastu lat wstąpił do Bractwa Muzułmańskiego. Brał udział w tworzeniu jego komórek na Uniwersytecie Al-Azhar, jako student medycyny był aktywny w ruchu studenckim. W 1988 ukończył studia medyczne. Mimo uzyskiwanych na studiach wysokich wyników w nauce nie został zatrudniony na uczelni z powodów politycznych (w 1992 wyrok sądu nakazał uniwersytetowi zmianę decyzji w tej kwestii).
W 2005 uzyskał mandat w wyborach parlamentarnych w Egipcie. W 2010 wycofał się z wyborów kolejnej kadencji, gdy Bractwo Muzułmańskie doszło do przekonania, że prezydent Husni Mubarak zamierza sfałszować ich wyniki na korzyść własnej Partii Narodowo-Demokratycznej.
Brał udział w rewolucji w Egipcie, która zakończyła się obaleniem autorytarnych rządów prezydenta Husniego Mubaraka. Brał udział w demonstracjach na kairskim Placu Tahrir w styczniu i maju 2011.
Po zamachu stanu w Egipcie, po którym wywodzący się z Bractwa Muzułmańskiego prezydent Muhammad Mursi został odsunięty od władzy, organizacja rozpoczęła demonstracje przeciwko przejmującemu władzę wojsku. Prokurator generalny Egiptu wydał wówczas nakazy aresztowania czołowych działaczy Bractwa Muzułmańskiego. Początkowo mimo nakazu aresztowania polityk codziennie występował na manifestacjach zwolenników Mursiego zgromadzonych w okolicach kairskiego meczetu Rabi’a al-Adawijja. Ostatecznie został aresztowany 29 sierpnia 2013 we wsi Teresa w okolicach Kairu, gdzie ukrywał się razem z innym czołowym politykiem ugrupowania, Chalidem al-Azharim, byłym ministrem pracy. Oskarżono go o podżeganie do terroryzmu, mordów i tortur. Przestępstw tych miał dopuścić się w czasie protestów antyrządowych w grudniu 2012 oraz w czasie demonstracji w obronie Mursiego w lipcu 2013, w obozach Braci Muzułmanów na placu An-Nahda i przy meczecie Rabi’a al-Adawijja. Sam al-Biltadżi stwierdził, że stawiane mu zarzuty są umotywowane politycznie i nie mają oparcia w faktach.

### Życie prywatne
Ma syna Anasa. Jego córka Asma (ur. 1996) zginęła w czasie manifestacji zwolenników Mursiego.